# Краснопольский, Владислав Иванович
Владислав Иванович Краснопольский (1 июля 1938, Куйбышев — 1 июня 2022, Москва) — советский и российский учёный, хирург, гинеколог, академик РАМН (2011), академик РАН (2013). Заслуженный врач Российской Федерации (1995), лауреат Премии Правительства Российской Федерации в области науки и техники (2002).

## Биография
Родился 1 июля 1938 года в Куйбышеве (сейчас это Самара).
В 1961 году окончил 2-й Московский государственный медицинский институт имени Н. И. Пирогова.
С 1961 года 61 год работал в Московском областном научно-исследовательском институте акушерства и гинекологии (МОНИИАГ), где прошёл путь от аспиранта до руководителя гинекологической клиники (с 1973 года), директора (с 1985 года) и президента института (с 2017 года).
С 2017 по 2022 год — президент МОНИИАГ.
С 1990 года — руководитель кафедры акушерства и гинекологии факультета усовершенствования врачей Московской области при МОНИКИ имени М. Ф. Владимирского.
В 1967 году защитил кандидатскую диссертацию на тему «Кесарево сечение после излития вод», в 1978 году — докторскую диссертацию на тему «Современные аспекты диагностики, хирургического лечения и профилактики гнойных образований придатков матки».
В 1994 году избран членом-корреспондентом РАМН, в 2011 году — академиком РАМН.
В 2013 году стал академиком РАН (в рамках присоединения РАМН и РАСХН к РАН).
Дочь — К. В. Краснопольская (род. 1964) — российский учёный-гинеколог, член-корреспондент РАН (2016).
Скончался 1 июня 2022 года. Похоронен на Ваганьковском кладбище (уч. 1).

## Научная деятельность
Специалист в области акушерства и гинекологии.
Организатор научных исследований и лечебного процесса, клиницист, хирург.
Успешно сочетал лечебную, научно-исследовательскую, организационно-методическую работу.
Основные направления научных исследований: оперативная гинекология, уро- и проктогинекология, включая пластические операции, разработка реконструктивно-восстановительных операций на гениталиях, мочевыводящих путях, структурах тазовой диафрагмы, при множественных свищах, осложненных гнойно-воспалительных заболеваниях органов малого таза, распространенных формах эндометриоза; разработка новых методических подходов к использованию комбинированных доступов (эндоскопических, вагинальных, лапаротомных) при симультанных заболеваниях органов малого таза; разработка показаний и техники лапароскопических операций во время беременности и в послеродовом периоде; оперативное акушерство, включающее разработку способов интра- и экстраперитонеального доступа при абдоминальном родоразрешении с минимальным риском послеоперационных осложнений и сохранением возможности самопроизвольных родов после них; ведение беременности и родов при тяжелых экстрагенитальных заболеваниях (тяжелые формы сахарного диабета, хронические бронхолегочные заболевания, состояния после удаления и имплантации почек, операции на сердце и сосудах, патологии органов зрения и др.); разработка мер по рациональной тактике ведения женщин в период хирургической менопаузы.
Научные исследования охватывают многогранные аспекты хирургического лечения воспалительных гнойных поражений внутренних гениталий и малого таза, проблем диагностики и хирургического лечения эндометриоза гениталий с поражением смежных органов и систем, диагностики и хирургического лечения всех видов сложных уро- и проктогенитальных свищей. В области гинекологии научные исследования В. И. Краснопольского позволили предложить концепцию развития несостоятельности соединительной ткани при выпадении внутренних половых органов. Им предложен ряд оригинальных методов хирургического лечения недержания мочи при напряжении, пересадки мочеточников, коррекции несостоятельности мышц тазового дна, опущения и выпадения матки и стенок влагалища, способов профилактики тяжелых послеоперационных осложнений при гнойных поражениях органов малого таза, перитонитах, сложной локализации и обширном поражении при эндометриозе, на которые получены авторские свидетельства. Гинекологическая клиника МОНИИАГ является единственной в Российской Федерации, где с 1980 года проводятся исследования по урогинекологии.
В области акушерства разрабатывались проблемы диагностики, лечения и профилактики послеродовых гнойно-септических осложнений, а также различные аспекты кесарева сечения. Под его руководством и при непосредственном участии были проведены оригинальные исследования репаративных процессов рубца на матке, разработан отечественный антисептический рассасывающийся шовный материал капроаг, представлена оптимизированная методика экстраперитонеального кесарева сечения, предложена система ведения родов через естественные родовые пути у пациенток после кесарева сечения. Помимо этого разрабатываются проблемы хирургических и эндоскопических вмешательств на матке и придатках во время беременности и в послеродовой период. Создаются новейшие методы диагностики в акушерстве и гинекологии, в том числе трёхмерное ультразвуковое исследование.
Проводил фундаментальные исследования при сахарном диабете у беременных, диабетической фетопатии, разработаны клеточно-молекулярные и патофизиологические основы дисметаболизма и ангиопатий, методы их предупреждения и коррекции, проведены фундаментальные исследования по патологии сократительной деятельности матки. Разработал и представил научные данные по ведению беременности, родов и послеродового периода у женщин в экологически неблагоприятных районах, в первую очередь — в регионах, подвергшихся радиоактивному загрязнению в результате аварии на ЧАЭС, представил важные данные по организации акушерской помощи женщинам этих регионов, по профилактике осложнений у матери, плода и новорожденного, а также по вопросам репродуктивного здоровья женского населения и его реабилитации.
Создатель научной школы хирургов акушеров-гинекологов, которая разрабатывает не только актуальные вопросы гинекологических и лапароскопических операций, кесарева сечения, но также важнейшие вопросы самопроизвольных родов у женщин групп высокого риска. Под его руководством выполнено и защищено 30 докторских и 41 кандидатская диссертация.
Автор более 650 научных работ, среди них 26 монографии и руководства, 53 документа методических указаний и рекомендаций, пособий для врачей; он имеет 29 авторских свидетельств на изобретения и патентов.

### Научно-организационная деятельность
- главный редактор журнала «Российский вестник акушера-гинеколога», член редколлегии журнала «Акушерство и гинекология», «Акушерство и женские болезни», «Онкогинекология»;
- член организационного комитета ежегодно проводимых конгрессов «Человек и лекарство», форума «Мать и дитя»;
- член Межведомственного научного совета РАМН (1993), член бюро Ученого медицинского совета Министерства здравоохранения РФ (1993);
- председатель секции и член экспертного совета по акушерству и гинекологии Проблемного научного центра Минздрава РФ (1993);
- вице-президент Российской ассоциации акушеров-гинекологов (1993);
- член Координационного совета по здравоохранению при Президенте РФ в Центральном федеральном округе (2001);
- член научно-экспертного совета при председателе Совета Федерального Собрания РФ (2002).

- «Хирургическое лечение воспалительных заболеваний придатков матки» (1984), удостоена премии имени В. С. Груздева
- «Оперативная гинекология» (1990)
- «Кесарево сечение» (1993)
- «Генитальные свищи» (1995), удостоена премии Президиума РАМН и ФФОМС
- «Справочник терапевта» (1995)
- «Справочник по акушерству и гинекологии» (1996)
- «Репродуктивное здоровье женщин и потомство в регионах с радиоактивным загрязнением (последствия аварии на ЧАЭС)» (1997)
- «Патология влагалища и шейки матки» (1997)
- «Оперативная гинекология (руководство для врачей)» (1997)
- «Гнойно-воспалительные заболевания придатков матки (проблема патогенеза, диагностики, хирургического лечения и реабилитации)» (1998)
- «Гнойная гинекология» (2001), удостоена премии Президиума РАМН
- «Сахарный диабет, беременность и диабетическая фетопатия» (2001)

## Награды
- Орден «За заслуги перед Отечеством» IV и III степеней (1998, 2007)[7],[8]
- Орден Почёта (2014)[9]
- Премия Правительства Российской Федерации в области науки и техники (в составе группы, за 2002 год) — за разработку и внедрение в практику эндоскопических методов в гинекологии[10]
- Заслуженный врач Российской Федерации (1995)[11]
- Почётный гражданин Московской области (2003)
- Знак «Отличник здравоохранения»